# هندو عمر ابراهیم
هندو عمر ابراهیم فعال محیط‌زیست و جغرافی‌دان اهل چاد است. او هماهنگ‌کننده انجمن زنان پول و مردمان بومی چاد (AFPAT) است و به عنوان مدیر مشترک غرفه ابتکار مردمان بومی جهان و غرفه در COP21، COP22 و COP23 خدمت کرده است.

## فعالیت‌ها و حمایت
هندو عمر ابراهیم یک فعال محیط‌زیست است که به نمایندگی از مردم خود، مبورورو در چاد فعالیت می‌کند. او در پایتخت چاد، انجامنا تحصیل کرده و تعطیلات خود را با مردم بومی مبورورو که به‌طور سنتی کشاورزان کوچ‌رو هستند و گاو پرورش می‌دهند، گذرانده است. در طول تحصیلاتش، او به آگاهی رسید که به عنوان یک زن بومی مورد تبعیض قرار گرفته و همچنین به راه‌هایی که همتایان مبورورو او از فرصت‌های آموزشی که او دریافت کرده بود، محروم شده‌اند، پی برد؛ بنابراین در سال ۱۹۹۹، او انجمن زنان پول و مردمان بومی چاد (AFPAT) را تأسیس کرد، یک سازمان جامعه‌محور که بر ترویج حقوق دختران و زنان در جامعه مبورورو و الهام‌بخشی به رهبری و حمایت در حفاظت از محیط‌زیست تمرکز دارد. این سازمان در سال ۲۰۰۵ مجوز فعالیت خود را دریافت کرد و از آن زمان در مذاکرات بین‌المللی دربارهٔ تغییرات آب و هوا، توسعه پایدار، تنوع زیستی و حفاظت از محیط‌زیست شرکت کرده است.
تمرکز او بر حمایت محیط زیست از تجربه شخصی‌اش از اثرات تغییرات آب و هوای جهانی بر جامعه مبورورو سرچشمه می‌گیرد. مبوروروها برای بقای خود و حیواناتی که از آنها مراقبت می‌کنند، به منابع طبیعی متکی هستند. برای سال‌ها، آنها اثرات خشک شدن دریاچه چاد را تجربه کرده‌اند؛ دریاچه‌ای که منبع حیاتی آب برای مردم چاد، کامرون، نیجر و نیجریه است و اکنون تنها ۱۰ درصد اندازه خود از دهه ۱۹۶۰ باقی مانده است. در یک شهادت کتبی به سازمان بین‌المللی مهاجرت، ابراهیم تأکید کرد که مردم او و جوامع بومی مانند جامعه او «قربانیان مستقیم تغییرات آب و هوا» هستند که مجبور به ترک سرزمین‌های خود در جستجوی زمین‌هایی که بتواند زندگی‌شان را تأمین کند، شده‌اند. در آن شهادت، او همچنین دربارهٔ عواقب مهاجرت ناشی از تغییرات آب و هوا صحبت کرد که به‌طور نامتناسبی جوامع مهاجر را آسیب‌پذیر می‌کند.
ابراهیم به‌طور مشترک با یونسکو و کمیته هماهنگی مردمان بومی آفریقا (IPACC) در پروژه‌ای برای نقشه‌برداری سه‌بعدی از منطقه صحرای ساحل چاد که در حال حاضر ۲۵۰٬۰۰۰ نفر از مبوروروها در آنجا زندگی می‌کنند و به کشاورزی معیشتی متکی هستند، کار کرده است.
این پروژه ترکیبی از فناوری‌های نقشه‌برداری سه‌بعدی با دانش علمی بومی بود تا ابزاری برای مدیریت پایدار محیط‌زیست و توانمندسازی صدای بومیان—به‌ویژه زنان—برای تصمیم‌گیری در زمینه برنامه‌ریزی برای آینده‌ای از تطبیق با تغییرات آب و هوا و کاهش اثرات آن توسعه دهد. ابراهیم در سخنرانی TED خود در دسامبر ۲۰۱۹ دربارهٔ تأثیر تغییرات آب و هوا گفت که در حین ایجاد نقشه‌برداری سه‌بعدی، او توانست صدای زنان را وارد تصمیم‌گیری کند و همچنین به مردان احترام سنتی‌شان را بدهد. زنان توانستند مکان‌هایی را که دارو جمع‌آوری می‌کنند و جایی که غذا جمع می‌کنند شناسایی کنند که مردان با تکان دادن سرهایشان تأیید کردند و توضیح دادند که چگونه مادربزرگ ما می‌تواند با مشاهده محیط خود، پیش‌بینی آب و هوا، مهاجرت حیوانات، اندازه میوه و رفتارهای دام خود را بیان کند. در مصاحبه‌ای با بی‌بی‌سی برای پروژه ۱۰۰ زن بی‌بی‌سی، ابراهیم بیان کرد: «هر فرهنگی یک علم دارد؛ بنابراین برای صدای بومیان بسیار مهم است که وجود داشته باشد.»